# Sciaromiopsis sinensis
Espèce
Synonymes
- Sciaromium sinense Broth.[1]

Statut de conservation UICN

 EN B1+2cd : En danger
Sciaromiopsis sinensis est une espèce de plantes de la famille des Amblystegiaceae.

## Publication originale
- Akademie der Wissenschaften in Wien, Sitzungsberichte, Mathematisch-naturwissenschaftliche Klasse, Abteilung 1 133: 580. 1924.